# Vahdat
Vahdat, anciennement Kafirnahan (littéralement: lieu caché inconnu en persan, کافر نهان), puis Yangi-Bazar, Ordzhonikidzeabad (1936-1992), Kofarnihon (1992-2003) et Vahdat depuis 2003, est une ville située à l'ouest du Tadjikistan, à une vingtaine de kilomètres à l'est de la capitale Douchanbé. C'est la capitale de la province du Nohiyahoi tobei Jumhurii.